# Contea di Dún Laoghaire-Rathdown
Dún Laoghaire-Rathdown è una delle tre contee moderne irlandesi nate dalla suddivisione, nel 1994, dell'antica contea di Dublino.

## Città, villaggi e sobborghi
- Ballinteer
- Ballybrack
- Blackrock
- Booterstown
- Belfield
- Cabinteely
- Carrickmines
- Cherrywood
- Churchtown
- Clonskeagh
- Dalkey
- Deansgrange
- Dundrum
- Dún Laoghaire
- Foxrock
- Goatstown
- Glasthule
- Glenageary
- Glencullen
- Johnstown
- Killiney
- Kilmacud
- Kilternan
- Leopardstown
- Loughlinstown
- Monkstown
- Rathfarnham
- Sandyford
- Sandycove
- Sallynoggin
- Shankill
- Stepaside
- Stillorgan
- Ticknock